# KV29
Das altägyptische Grabmal KV29 im Tal der Könige (Osttal) wurde vor 1832 entdeckt. Der Grabinhaber ist unbekannt und es gibt keine Angaben zum Inhalt des Grabes. Es besteht aus einem einfachen rechtwinkligen Eingangsschacht und wird in die Periode des Neuen Reiches (1550 bis 1070 v. Chr.) datiert. Das Grab ist heute unzugänglich.
KV29 wurde bereits vor 1832 entdeckt, jedoch sind keine Ausgrabungen in der Grabanlage durchgeführt worden. Lagepläne wurden 1825 von James Burton, in den Jahren 1825 bis 1828 von John Gardner Wilkinson und 1899 von Victor Loret erstellt. Arthur Weigall beschrieb das Grab als undekoriert und, dass es vermutlich nur eine Kammer aufweist. Zum Grab gibt es keine Publikationen.